# Glover Morrill Allen
Glover Morrill Allen (Walpole, 8 de fevereiro de 1879 – 14 de fevereiro de 1942) foi um zoólogo dos Estados Unidos.